# Felice and Boudleaux Bryant
Felice (Matilda Genevieve Scaduto, Milwaukee, 7 agosto 1925 - Nashville, 22 aprile 2003) e Boudleaux Bryant (Diadorius Boudleaux Bryant, Shellman, 13 febbraio 1920 - Nashville, 25 giugno 1987) sono stati una coppia statunitense di compositori di musica country e pop. Uniti anche nella vita, hanno prodotto centinaia di brani, alcuni dei quali hanno venduto milioni di copie, legandosi soprattutto agli Everly Brothers e caratterizzando il loro stile musicale.

## Gli inizi
Boudleaux Bryant si era formato come violinista classico e, sebbene avesse esordito a 17 anni con l'Orchestra Sinfonica di Atlanta, successivamente si unì ai Radio Cowboys, la band che accompagnava Hank Penny nelle sue esibizioni. Nel 1945, in una delle serate a Milwaukee, Boudleaux ebbe l'occasione di conoscere la diciannovenne Matilda Scaduto, che lavorava come assistente agli ascensori in un albergo della città. La ragazza, proveniente da una famiglia di siciliani, aveva adattato in inglese alcune melodie tradizionali italiane e durante la guerra si era esibita come cantante in alcune serate per le truppe. Dopo soli cinque giorni, i due decisero di fuggire insieme, adattandosi a vivere in una casa su ruote.
Nei primi anni della loro unione, la coppia in serie difficoltà economiche compose circa 80 brani, proponendoli a numerosi artisti country senza alcun esito, fino a quando, nel 1948, Little Jimmy Dickens non provò a incidere la loro Country Boy che divenne in breve tempo un successo e aprì al duo la strada per un contratto con la Acuff-Rose Music di Nashville.
I due poterono finalmente unirsi in matrimonio e si trasferirono a Nashville, dove riuscirono a produrre canzoni per artisti quali Frankie Laine, Tony Bennett, Eddy Arnold e Carl Smith e a mandarne una discreta quantità nelle classifiche di vendita. Tentarono anche, ma senza grande soddisfazione, di incidere in proprio alcuni singoli.
La formazione classica di Boudleaux fu fondamentale per lo sviluppo della carriera del duo in quanto le loro canzoni, sebbene contaminate da altri generi, mantennero sempre una certa fedeltà all'impianto tradizionale di strofa-ritornello-bridge-ritornello.

## Il grande successo
L'incontro artistico decisivo che determinò il loro più grande successo fu quello con gli Everly Brothers: nel 1957 il loro brano Bye Bye Love raggiunse il primo posto nella classifica country e il secondo posto in quella pop (superato solo da Elvis Presley), vendendo milioni di copie. Reinterpretato negli anni successivi in una cinquantina di cover, Bye Bye Love è diventato un classico. Ad esso fecero seguito numerosi altri numeri uno quali Wake Up Little Susie, All I Have to Do Is Dream, Bird Dog e Take a Message to Mary. Il sodalizio si interruppe nel 1961 quando gli Everly Brothers, avendo deciso di non farsi più produrre dalla Acuff-Rose, dovettero smettere di collaborare con i Bryant.
I coniugi Bryant comunque, sia in coppia che da soli, continuarono a scrivere anche per altri artisti: circa quattrocento americani hanno inciso le loro canzoni. Tra questi, i Compton Brothers, Buck Owens, Buddy Holly, Roy Orbison, Emmylou Harris e Jim Reeves. Durante la loro carriera hanno ottenuto ben 59 riconoscimenti sulla base delle vendite nel settore pop, country e R & B. Nel 1972, sono stati inseriti nella Nashville Songwriters Hall of Fame, nel 1986 nella Songwriters Hall of Fame e nel 1991 sia nella Country Music Hall of Fame che nella Rockabilly Hall of Fame. Si calcola che, da soli o in coppia, abbiano composto circa seimila pezzi, di cui solo 1500 sono poi stati incisi.
Nel 1980, dopo un ventennio che li aveva visti imporsi come compositori di grande successo commerciale, realizzarono un album composto e interpretato da loro stessi: Surfin' on a New Wave, una sorta di testamento artistico giacché nel 1987 moriva Boudleaux Bryant. La moglie continuò a scrivere canzoni da sola, rimanendo attiva fino al 2003, anno della sua morte. I due sono sepolti insieme al Woodlawn Memorial Park Cemetery di Nashville.